# Szabó Magda
Szabó Magda (Debrecen, 1917. október 5. – Kerepes, 2007. november 19.) Kossuth- és kétszeres József Attila-díjas magyar író, költő, műfordító, tanár, bölcsészdoktor, a Digitális Irodalmi Akadémia alapító tagja.

## Életpályája
Szülővárosában, a mostani Debreceni Református Kollégium Dóczy Gimnáziumában (akkor Dóczi Leánynevelő Intézet) tanult, itt érettségizett 1935-ben, mások mellett Szondy György is tanította; 1940-ben a Debreceni Egyetemen kapott latin–magyar szakos tanári és bölcsészdoktori diplomát (értekezésének címe: A római szépségápolás). A helyi Református Leányiskolában, majd Hódmezővásárhelyen tanított 1945-ig, amikor a Vallás- és Közoktatásügyi Minisztérium munkatársa lett. Az 1940-es években rövid ideig Páhi (Bács-Kiskun vármegye) községben is tanított. 1949-ben megkapta a Baumgarten-díjat, de még azon a napon visszavonták tőle, és állásából is elbocsátották; egészen 1958-ig nem publikálhatott. Ebben az időben a Horváth Mihály téri Gyakorló Általános Iskola (a mai Budapesti Fazekas Mihály Gyakorló Általános Iskola és Gimnázium egyik elődintézménye) tanáraként dolgozott. Ismert tanítványai közé tartozott Egri János műsorvezető és Kovács P. József televíziós bemondó.
Az eredetileg költőként induló Szabó Magda 1958 után már regény- és drámaíróként tért vissza. A Freskó és Az őz című regények hozták meg számára az országos ismertséget. Ettől fogva szabadfoglalkozású íróként élt. Számos önéletrajzi ihletésű regényt írt, az Ókút, a Régimódi történet és a Für Elise saját és szülei gyermekkorát, valamint a 20. század elejének Debrecenjét mutatja be. Sok írása foglalkozik női sorsokkal és kapcsolataikkal, például A Danaida vagy a Pilátus.
1985 és 1990 között a Tiszántúli református egyházkerület főgondnoka és zsinati világi alelnöke volt. 1992-ben a Széchenyi Irodalmi és Művészeti Akadémia alapító tagja és az irodalmi osztály rendes tagja lett.
1947-ben kötött házasságot Szobotka Tibor íróval, akinek alakját Megmaradt Szobotkának című könyvében idézte fel. A férj halála után Szabó Magda lett hagyatékának gondozója.
Az egyik legtöbbet fordított magyar íróként regényei számos országban és nyelven megjelentek. Alapító tagja a Digitális Irodalmi Akadémiának. 1987-es regénye, Az ajtó először 1995-ben jelent meg angolul Stefan Draughon fordításában, 2015-ben pedig Len Rix fordításában. Regénye felkerült a The New York Times 10-es listájára.
Kilencvenedik születésnapján rengetegen ünnepelték.
2007. november 19-én, 90 éves korában, kerepesi otthonában, olvasás közben érte a halál.

## Emlékezete
Szülővárosában könyvesboltot neveztek el róla. Szentmártonkátán a könyvtár viseli a nevét. A Szabó Magda Magyar–Angol Kéttannyelvű Általános Iskola 2009-ben vette fel a nevét. A dunaújvárosi Szabó Magda Református Általános Iskola 2018 szeptembere óta működik ezen a néven.
2021-ben közterületet neveztek el róla Budapest II. kerületében.
Kerepesen emlékművet állítottak neki utolsó otthona közelében, házának kerítésén emléktábla mutatja, hol élt Szabó Magda. Kerepes város könyvtára és művelődési háza 2020-ban vette fel a Szabó Magda Művelődési Ház és Könyvtár nevet. Az intézmény 2021-től, az írónő születésnapját ünnepelve kulturális rendezvénysorozattal, a Szabó Magda Művészeti Napokkal emlékezik meg a nagy írónőről, kopjafájánál pedig halálának évfordulójakor koszorúznak.
2017. október 5-én a Google a 100. születésnapját ünnepelte egy lokális magyar Google doodle-lel.
Keresztfia és jogutóda, Tasi Géza 2023-ban díjat alapított emlékére, Szabó Magda-díj néven, amelyet ezentúl minden évben egy író és egy társművészeti ágban alkotó személy kaphatja, akik sokat tettek Szabó Magda életművének életben tartásáért.

## Díjai, elismerései

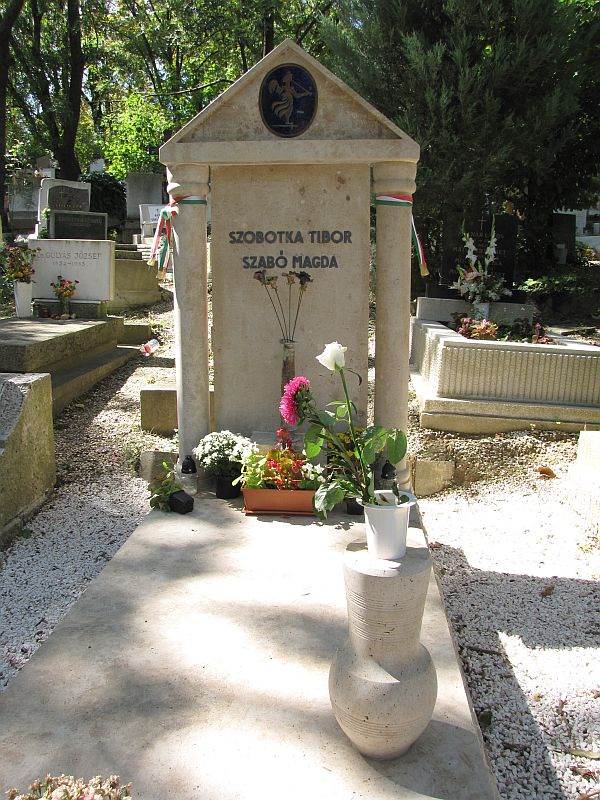
Szabó Magda és Szobotka Tibor sírja Budapesten. Farkasréti temető: 21/1-1-13.

- Baumgarten-díj (1949, visszavonták)
- József Attila-díj (1959, 1972)
- Debrecen Város Csokonai-díja (1976, 1987)[14]
- Debrecen díszpolgára (1977)
- Kossuth-díj (1978)
- SZOT-díj (1982)
- Pro Urbe Budapest díj (1983)
- Getz Corporation-díj (1992)
- Debreceni Református Teológiai Akadémia díszdoktora (1993)
- Déry Tibor-díj (1996)
- A Magyar Köztársasági Érdemrend középkeresztje a csillaggal /polgári tagozat/ (1997)
- Szép Ernő-jutalom (1998)
- Nemes Nagy Ágnes-díj (2000)
- A Miskolci Egyetem tiszteletbeli doktora (2001)
- Magyar Corvin-lánc (2001)
- Gundel művészeti díj (2003)
- Prima Primissima díj (2003)
- Femina-díj (2003)[15]
- Győri Könyvszalon alkotói díj (2003)[16]
- Premio Mondello-díj (2005)[17]
- Budapest díszpolgára (2006)
- Hazám-díj (2007)
- A Magyar Köztársasági Érdemrend nagykeresztje /polgári tagozat/ (2007)
- Tőkés László-díj (2007)

## Dokumentumfilm
- Szabó Magda világsikere, magyar dokumentumfilm, 2018, rendezte: Papp Gábor Zsigmond

## Művei

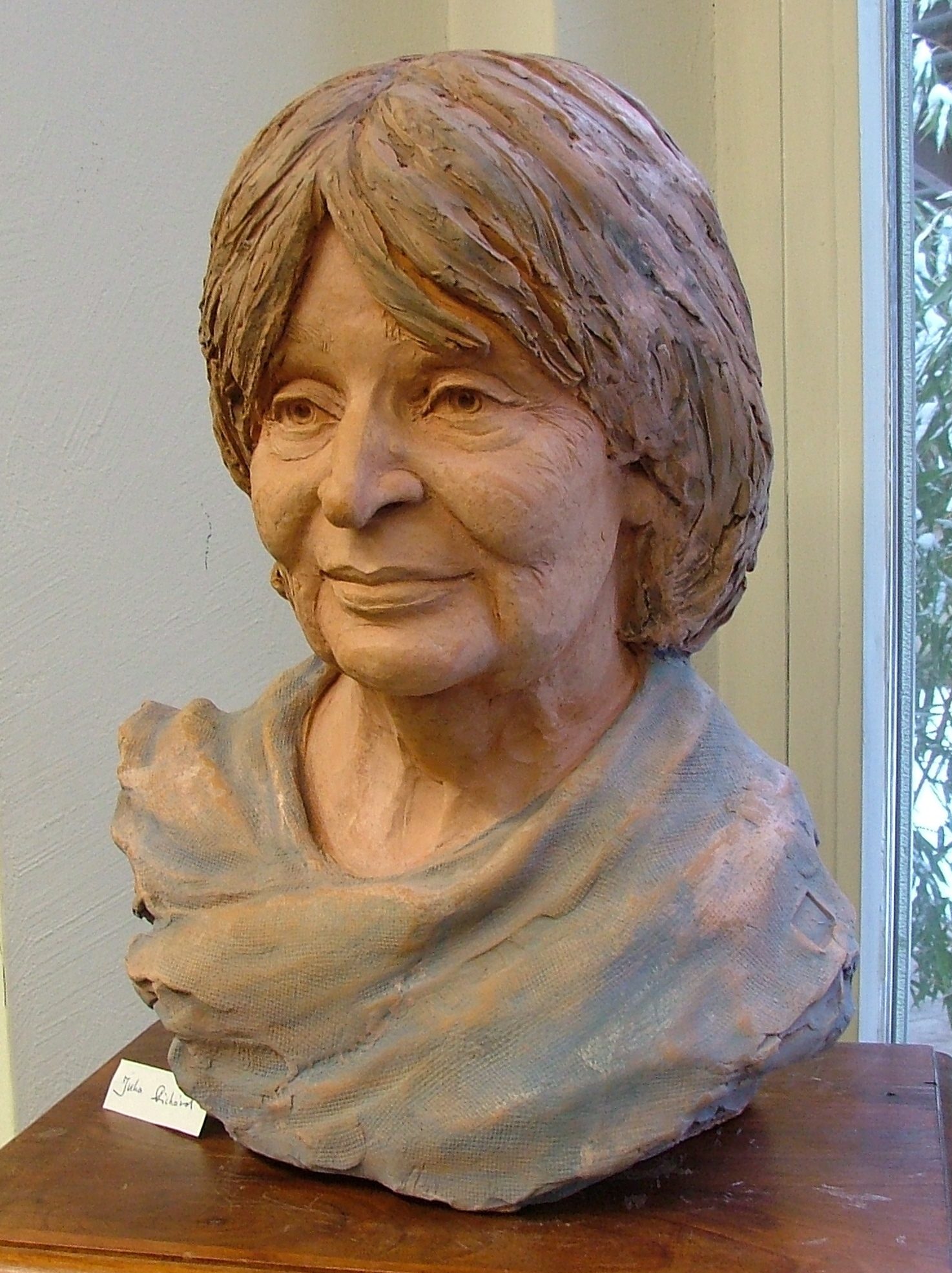
Juha Richárd: Szabó Magda (festett terrakottaszobor)

- A római szépségápolás; Beke, Debrecen, 1940 Online elérés
- Bárány. Versek; Egyetemi Ny., Bp., 1947
- Vissza az emberig. Versek; Egyetemi Ny., Bp., 1949
- Ki hol lakik?; vers Szabó Magda, ill. K. Bócz István; Móra, Bp., 1957 Online elérés
- Mondják meg Zsófikának! Regény; Magvető, Bp., 1958 | Online elérés
- Freskó. Regény; Magvető, Bp., 1958 Online elérés
- Bárány Boldizsár; Móra, Bp., 1958 Online elérés
- Neszek. Versek; Szépirodalmi, Bp., 1958
- Marikáék háza; vers Szabó Magda, ill. F. Györffy Anna; Móra, Bp., 1959
- Sziget-kék; Magvető, Bp., 1959 Online elérés
- Az őz. Regény; Szépirodalmi, Bp., 1959 Online elérés
- Vörös tinta (filmforgatókönyv, 1959)
- Disznótor. Regény; Szépirodalmi, Bp., 1960 Online elérés
- Kígyómarás (színmű, 1960) Online elérés
- Álom-festék (verses képeskönyv, 1960)
- Álarcosbál. Regény; Móra, Bp., 1961 | Online elérés
- Születésnap. Regény; Móra, Bp., 1962 Online elérés
- Pilátus Regény; Magvető, Bp., 1963 Online elérés
- A Danaida. Regény; Szépirodalmi, Bp., 1964 Online elérés
- Hullámok kergetése. Útijegyzetek; Szépirodalmi, Bp., 1965 Online elérés
- Tündér Lala. Meseregény; ill. Würtz Ádám; Móra, Bp., 1965; ISBN 963 11 3229 3 Online elérés
- Eleven képét a világnak. Színművek, rádiójátékok; Magvető, Bp., 1966
- Fanni hagyományai (dráma, 1966) (Kármán József regénye alapján)
- Alvók futása; Szépirodalmi, Bp., 1967 Online elérés
- Mózes egy, huszonkettő. Regény; Magvető, Bp., 1967 Online elérés
- Zeusz küszöbén. Útijegyzetek; Szépirodalmi, Bp., 1968 Online elérés
- Katalin utca. Regény; Szépirodalmi, Bp., 1969 | Online elérés
- Abigél. Regény; Móra, Bp., 1970 | Online elérés
- Ókút. Regény; Magvető, Bp., 1970 Online elérés
- Mondják meg Zsófikának! Ifjúsági színmű; színpadra alkalmazta Tarbay Ede, rendezői utószó Balogh Géza; NPI, Bp., 1972 (Színjátszók kiskönyvtára)
- Kiálts, város! (színmű, 1971)
- A szemlélők. Regény; Magvető, Bp., 1973 Online elérés
- Az órák és a farkasok. Kiálts, város! / Az a szép fényes nap. Történelmi drámák; Magvető, Bp., 1975
- Szilfán halat. Összegyűjtött versek; bev. Kardos Tibor; Magvető–Szépirodalmi, Bp., 1975 (Szabó Magda művei)
- Az a szép, fényes nap (színmű, 1976)
- Régimódi történet. Regény; Szépirodalmi, Bp., 1977 Online elérés
- Abigél (filmforgatókönyv, 1976–1977)
- Kívül a körön; Szépirodalmi, Bp., 1980 Online elérés
- Erőnk szerint; Magvető, Bp., 1980
- Megmaradt Szobotkának; Magvető, Bp., 1983 Online elérés
- Béla király. Történelmi drámatrilógia a meráni Gertrúd fiáról; Magvető, Bp., 1984
- Az ajtó. Regény; Magvető, Bp., 1987 Online elérés
- Az öregség villogó csúcsain. Válogatott műfordítások; Magvető–Szépirodalmi, Bp., 1987 (Szabó Magda művei)
- Záróvizsga; Református Zsinati Iroda, Bp., 1987 Online elérés
- A pillanat. Creusais. Regény; Magvető, Bp., 1990 Online elérés
- A félistenek szomorúsága; Szépirodalmi, Bp., 1992 (Szabó Magda művei)
- Az a szép fényes nap. Drámák; Magvető, Bp., 1994 (Szabó Magda művei) Online elérés
- Szüret. A szerző válogatása életművéből; Trikolor–Intermix, Bp., 1995 (Örökségünk)
- A lepke logikája. Színképelemzés: Vörösmarty-költemények; Argumentum, Bp., 1996 Online elérés
- Ne félj! Beszélgetések Szabó Magdával; szerk. Aczél Judit; Csokonai, Debrecen, 1997 Online elérés
- A csekei monológ; Európa, Bp., 1999 Online elérés
- Mézescsók Cerberusnak. Novellák; Osiris, Bp., 1999 Online elérés
- Sziluett; Európa, Bp., 2000 Online elérés
- Merszi, Möszjő; Európa, Bp., 2000 Online elérés
- Für Elise. Regény; Európa, Bp., 2002 Online elérés
- Fazekas Valéria: A hűséges asszony. Beszélgetések Szabó Magda írónővel; szerzői, Debrecen, 2002
- A macskák szerdája. Négy dráma; Európa, Bp., 2005 Online elérés
- Szüret. Összegyűjtött versek, 1935–1967; Európa, Bp., 2005 Online elérés
- Békekötés. Hangjátékok; Európa, Bp., 2006 Online elérés
- Örömhozó, bánatrontó. Levelek a szomszédba; összeáll. Tasi Géza; Európa, Bp., 2009
- Drága Kumacs! Levelek Haldimann Évának; összeáll. Haldimann Éva; Európa, Bp., 2010
- Liber Mortis. Naplók 1982. május 25–1990. február 27.; sajtó alá rend. Tasi Géza; Európa, Bp., 2011 ISBN 978 963 07 9033 8
- Egy meszely az fél icce. Szabó Magda ízei; szerk. Tasi Géza; Jaffa, Bp., 2016
- Szüret. Összegyűjtött versek; Jaffa, Bp., 2017 (Szabó Magda-életműsorozat)
- Nyusziék. Naplók 1950–1958; előszó Zeke Zsuzsanna, szerk. V. Detre Zsuzsa; Jaffa, Bp., 2017 (Szabó Magda-életműsorozat)
- Magdaléna. A másik Für Elise nyomában; szerk. Tasi Géza, V. Detre Zsuzsa; Jaffa, Bp., 2017 (Szabó Magda-életműsorozat)
- Csigaház; Jaffa, Bp., 2017 (Szabó Magda-életműsorozat)
- Nekem a titok kell. Kötetben meg nem jelent írások; szerk. Urbán László; Jaffa, Bp., 2018 (Szabó Magda-életműsorozat)
- Egy czitrom hajával. Szabó Magda ízei II.; Jaffa, Bp, 2018 (Szabó Magda-életműsorozat)
- Gurul a sok-sok pillanat. Szabó Magda élete képekben; Jaffa, Bp, 2018 (Szabó Magda-életműsorozat)
- Üzenet odaátra. Kiadatlan novellák és kisprózai írások; szerk. Jolsvai Júlia; Jaffa, Bp, 2019 (Szabó Magda-életműsorozat)
- Az élet újrakezdhető. Interjúk és vallomások; szerk. Jolsvai Júlia; Jaffa, Bp, 2019 (Szabó Magda-életműsorozat)
- Diana tükre. Írások a szépségről; szerk. Keczán Mariann; Jaffa, Bp., 2024 (Szabó Magda-életműsorozat)

## Megfilmesített művei

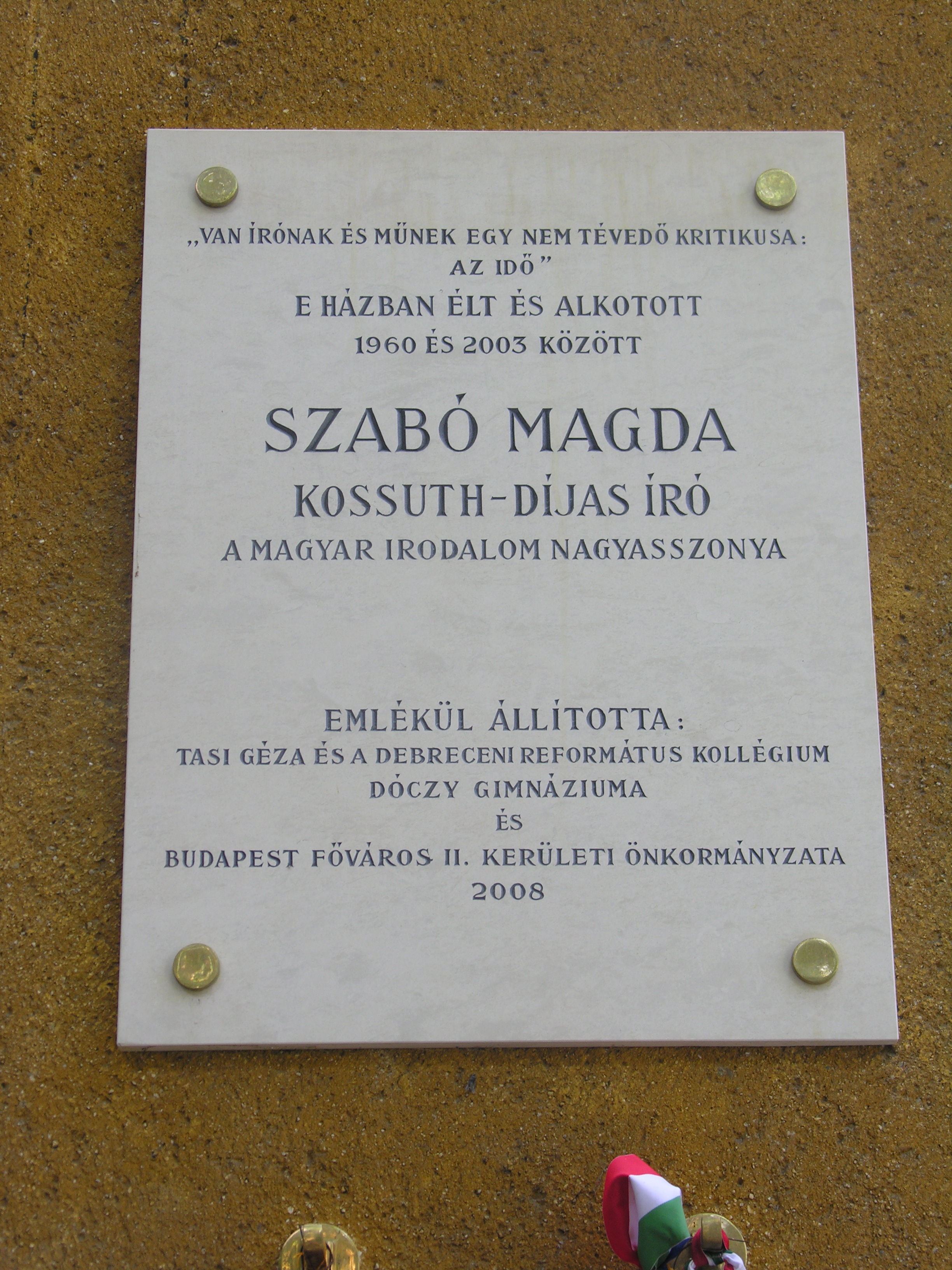
Szabó Magda emléktáblája egykori lakhelyén, a budapesti Júlia utca 3. szám alatt

- Vörös tinta (1960, Gertler Viktor)
- A szerep (1971, Krzysztof Zanussi, német-lengyel tv-film)[18]
- A Danaida (1971, Zsurzs Éva)
- Kiálts, város (1974, Hajdufy Miklós, tv-film)
- Abigél (1978, Zsurzs Éva)
- Tündér Lala (1981, Katkics Ilona)
- Az a szép, fényes nap (1981, Szőnyi G. Sándor)
- Nemkívánatos viszonyok (1997, Esztergályos Károly) Szemlélők
- Régimódi történet (2006, Bereményi Géza)
- Nenő (2006, Soós Péter)
- Az ajtó (2012, Szabó István)
- Pilátus (2020, Dombrovszky Linda)

## Bibliográfia
- Kónya Judit: Szabó Magda alkotásai és vallomásai tükrében Budapest: Szépirodalmi, 1977
- Kovács Sándor Iván (szerk.): „Majd ha megfutottam útjaimat” Budapest: Belvárosi / Magyar Írószövetség, 1997
- Aczél Judit (szerk.): "Ne félj!" (Beszélgetések Szabó Magdával) Debrecen: Csokonai, 1997
- Szurmainé Silkó Mária: Ajándékomat megbecsüld! Töredékek Szabó Magda életművéhez Debrecen: Tóth Könyvkereskedés, 2007
- Kónya Judit: Szabó Magda – Ez mind én voltam Budapest: Jaffa, 2008